# Silici col·loidal
El silici col·loidal és un compost químic polimèric, de pes molecular variable, format per unitats de sílice de SiO₂ units entre si. Les sílices col·loidals són suspensions de partícules fines de sílice amorfes, no poroses i típicament esfèriques en fase líquida.
La superfície de la sílice col·loidal en contacte amb l’aigua està coberta per enllaços siloxans (≡Si – O – Si≡) i grups silanol (≡Si – OH). Això fa que la sílice col·loidal sigui molt hidrofílica i capaç de formar nombrosos enllaços d’hidrogen.

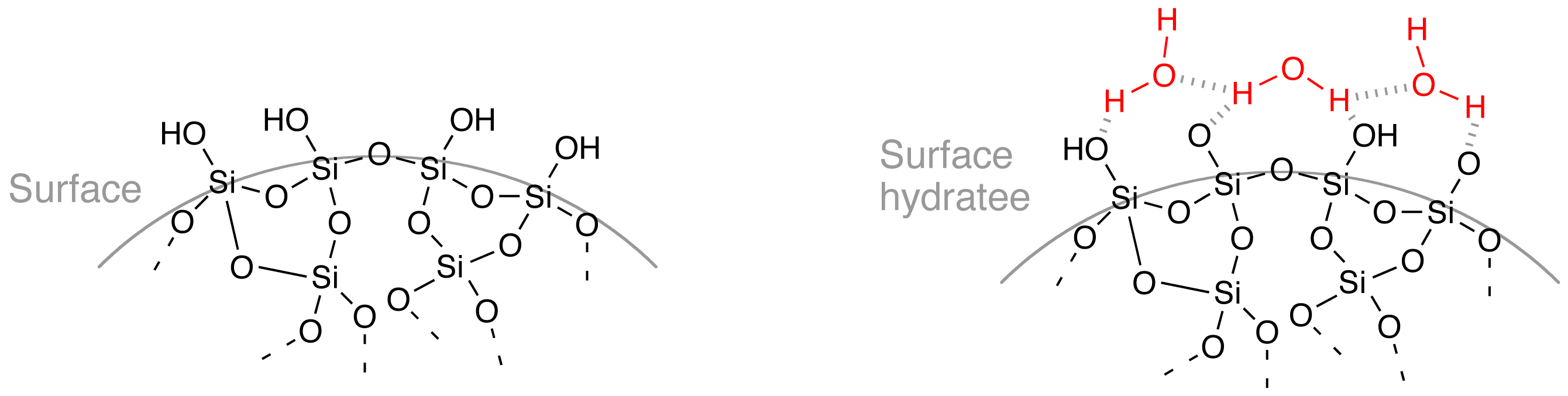
Representació esquemàtica de la superfície de gel de sílice.

## Fabricació
Les sílices col·loidals es preparen amb més freqüència en un procés de diversos passos on una solució de silicat amb àlcali es neutralitza parcialment, cosa que condueix a la formació de nuclis de sílice. Les subunitats de partícules de sílice col·loidal solen estar compreses entre 1 i 5 nm. Que aquestes subunitats s’uneixin o no depèn de les condicions de polimerització. L’acidificació inicial d’una solució de vidre d’aigua (silicat de sodi) produeix Si (OH) ₄.
Si el pH es redueix per sota de 7 o si s’hi afegeix sal, les unitats tendeixen a fusionar-se en cadenes. Aquests productes se solen anomenar gels de sílice. Si el pH es manté lleugerament al costat alcalí del neutre, les subunitats es mantenen separades i creixen gradualment. Aquests productes s’anomenen sovint sílice precipitada o sols de sílice. Els ions hidrogen de la superfície de la sílice col·loidal tendeixen a dissociar-se en solució aquosa, produint una elevada càrrega negativa. Se sap que la substitució d’alguns àtoms de Si per Al augmenta la càrrega col·loidal negativa, especialment quan s’avalua a pH per sota del punt neutre. A causa de la seva mida molt petita, la superfície de la sílice col·loidal és molt elevada.
La suspensió col·loidal s’estabilitza mitjançant l’ajust del pH i després es concentra, generalment per evaporació. La concentració màxima que es pot obtenir depèn de la mida de les partícules. Per exemple, les partícules de 50 nm es poden concentrar a més d’un 50% en pes de sòlids mentre que les partícules de 10 nm només es poden concentrar fins a aproximadament un 30% en pes de sòlids abans que la suspensió esdevingui massa inestable.